# غزو الأغالبة لروما سنة 846م
غزو الأغالبة لروما سنة 846م هي عملية عسكرية قام بها مسلمون ينتمون لدولة الأغالبة في شهر أغسطس الموافق لشهر صفر من عام 232هـ في أيام الأمير أبي العباس محمد بن أبي عقال الأغلب، رابع أمراء الأغالبة (حكم من سنة 226هـ-841م إلى سنة 242هـ-856م).
لم تكن لهذه الغزوة أية أهداف توسع، وإنما كانت أهدافها هي إضعاف النفوذ العسكري البابوي، وجني الغنائم، وإظهار النفوذ العسكري المتزايد للأغالبة في إيطاليا أو ما كان يعرف لديهم ب«البر الطويل».

## أحداث الغزوة

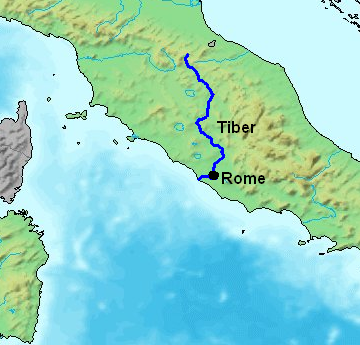
نهر التيبر

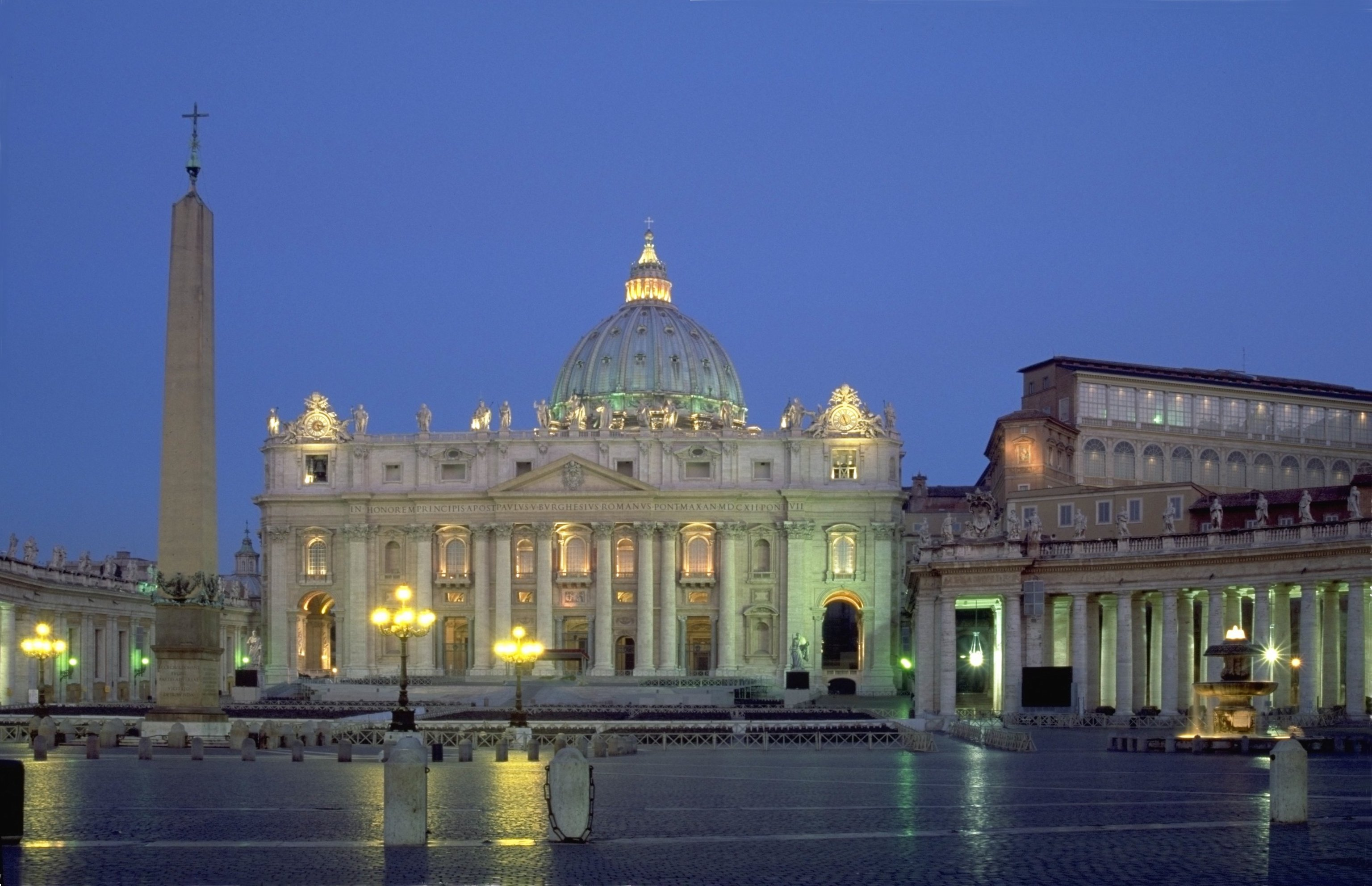
"كنيسة القديس بطرس" التي دخلها المسلمون غزاةً سنة 846م

قام مسلمون ينتمون لدولة الأغالبة بغزو الأراضي البابوية في عام 846م، حيث أنزلوا على ساحل أوستيا «الإيطالية: Ostia» قواتٍ هزمت القوات الموجودة فيها، ثم إن المسلمين ركبوا نهر الطيبر (التيفر- التيبر)، {وهوثاني أطول نهر في إيطاليا، يبدأ من سلسلة جبال توسكان ويتدفق جنوباً، وفي نهايته يعبر بمدينة روما قبل أن يصب في البحر المتوسط في منطقة أوستيا}، وبركوبهم نهر التيبر تمكن المسلمون من الإغارة على ضواحي روما ذاتها.
إثر وصولهم لروما، لم يقم المسلمون بمحاصرتها أو بمحاولة فتحها، حيث كانت أسلحتهم أسلحة خفيفة، ولكنهم هاجموا الأحياء المحيطية (من ضمنها حي الفاتيكان)، والتي كانت تقع خارج الجدار الأورلياني آنذاك.
وعاد المسلمون بالغنائم من كنائس القديسين: بطرس، وبولس، ومن الفاتيكان نفسه، ومن تلك الأحياء المحيطية للمدينة ولكنهم لم يدخلوا المدينة نفسها. ويقال أن من بين ما غنموه تابوتاً من فضة من كنيسة مار بطرس.
في تلك السنة أيضاً غزا المسلمون جنوة، ففتحت، ويذكر أيضاً أن المسلمين حاصروا قلعة القديس آنج في غزوتهم المذكورة على روما.
كما يشير شكيب أرسلان إلى أن المسلمين غزوا سواحل سيفيتة فكشيا بقرب روما قبل ذلك التاريخ بسنوات عدة.
خلاصة: تعتبر غزوة الأغالبة لروما سنة 846م بمثابة عمل عسكري، يهدف إلى إظهار النفوذ العسكري المتزايد للأغالبة على حساب النفوذ العسكري لللدولة البابوية في شبه الجزيرة الإيطالية، ولم تكن عملاً بهدف الفتح وترك الحاميات، حيث اكتفى الأغالبة في غزوتهم تلك بالأسلحة الخفيفة دون ورود ذكر لقيامهم بأي حصار أو أي استعمال لأسلحة ثقيلة كالمجانيق وغيرها.

## الأغالبة في إيطاليا

الأغالبة في إيطاليا

الأغالبة أو بنو الأغلب هم سلالة عربية من بني تميم حكمت في شمال أفريقيا (شرق الجزائر وتونس وغرب ليبيا) مع جنوب إيطاليا وصقلية وسردينيا وكورسيكا ومالطة.
اتخذوا من القيروان عاصمة لهم، واستمر حكمهم من 184هـ(800م)-296هـ(909م).
ومؤسس دولة الأغالبة هو إبراهيم بن الأغلب بن سالم بن عقال التميمي، الذي استقل بولاية أفريقية عن الدولة العباسية سنة 800م، ومؤسس دولة بسطت نفوذها حتى سقوطها على يد الفاطميين العبيديين.
اشتهرت هذه الدولة باهتمامها بالجهاد البحري، فأنشأت أسطولاً قوياً تمكنت بفضله من فتح جزيرة صقلية بقيادة القاضي أسد بن الفرات وذلك في عهد أميرها الثالث زيادة الله بن إبراهيم سنة 212 هـ.
وبعد صقلية، انطلق الأغالبة نحو إيطاليا، فهاجمت قواتهم مدينة برنديزي سنة (221هـ - 836م)، ثم استولوا على نابولي في السنة التالية لها، واستولوا على كابوا في سنة (227هـ -841م)، وافتتح المسلمون تارانتو، وفي عهد محمد بن الأغلب افتتحت مناطق واسعة من قلورية (كلابرية) في جنوبي إيطالية، حتى قاربت قواته رومة.

## غزو الأغالبة لروما سنة 870م
وقد عانت الأَملاك البابوِية الأَمرين حين ازداد ضغط المسلمين على الشاطئ الغربي لإيطاليا -المطلِ على البحر التيراني- بفعل غارات إسلامية حدثت خلال عامي 868-872 م على مدينتي جايتا، وسالرنو، كما أنزل الأغالبة بروما جيشاً قوياً وحاصروها بقوة هذه المرة، وأوشكت أن تسقط، فأرسل البابا يوحنا الثامن إلى ملك الفرنجة الكارولنجيين، وإلى الإمبراطورية البيزنطية، وإلى مدن: أمالفي، وجايتا، ونابولي، يلتمس لنفسه، ولأَمْلاكه الحِماية، ولكنه لم يظفر بأي نجاح.
وقد ترتب على تخلي هؤلاء جميعًا عن بابا روما إلى أن اضطر إلى دفع جزية للمسلمين، قدرها خمس وعشرون ألف (25000) مكيال من الفضة، ولأن التشريع الإسلامي يقبل بالجزية، فقد قبل بها الأغالبة وانصرفوا عن المدينة.

## محاولة العثمانيين فتح روما
بعد أن فتح الجيش العثماني في عهد السلطان محمد الفاتح مدينة أوترانت الإيطالية عنْوة في 11 أغسطس من عام 1480م، 4 جمادى الثانية 885هـ، كان السلطان محمد ينوي إكمال فتح جميع إيطاليا، ولكنه توفي في شهر مايو من العام الذي يليه.

## اقرأ أيضاً
- غزوات الأغالبة وفتوحاتهم الإسلامية في أوربا
- فتح القسطنطينية
- الأغالبة